# Д’Альбертис, Луиджи Мария
Луи́джи Мари́я Д'Альбе́ртис (итал. Luigi Maria d’Albertis; 1841—1901) — итальянский естествоиспытатель и орнитолог.

## Биография
В 1860 году Д'Альбертис присоединился к экспедиции в Сицилию Джузеппе Гарибалди и затем изучал естественные науки. В 1877—1872 годах вместе с Одоардо Беккари он предпринял свою первую поездку на Малайский архипелаг и Новую Гвинею. Здесь он исследовал северо-запад острова и поднялся на горы Арфак.
Во время второй поездки на Новую Гвинею в 1875—1877 годах он прошёл вверх по течению самой большой реки острова Флай более 900 км на небольшом пароходе. Эта река была открыта ещё в 1845 году капитаном корвета «Флай» Фрэнсисом Прайсом Блэквудом. Во время экспедиции Д'Альбертис собрал огромное количество образцов птиц, растений и насекомых. В 1878 году Д'Альбертис вернулся в Италию, где опубликовал несколько книг, в которых изложил свои впечатления о путешествии.

## Эпонимы
В честь Д'Альбертиса своё научное название получили белогубый питон (Leiopython albertisii) и желтохвостая серпоклювая райская птица (Epimachus albertisi) .

## Публикации
- Alla Nuova Guinea: ciò che ho veduto et ciò che ho fatto. 2 тома, Лондон, 1880